# Anna Vila i Badia
Anna Vila i Badia (Igualada, 27 de febrer de 1949) és una escriptora i infermera catalana, autora de narrativa infantil i novel·les. Des de l'any 1976 treballa d'infermera, professió que continua exercint en un ambulatori. El 1984 es casà amb l'escriptor Feliu Formosa.
El 1990 publicà el seu primer llibre, en castellà, Quien es diferente?, que fou publicat el 1991 en català amb el títol d'Els fills diferents. Aquest llibre inclou notes del seu diari personal, cartes a diaris i articles basats en la seva experiència de 14 anys al costat d'una nena amb deficiències. El 1993 publicà Vacances al Zurich, la seva primera novel·la, que va sorgir durant una baixa per malaltia. Aquesta novel·la va guanyar el Premi Pere Quart d'humor i sàtira de 1993. El 1993 va iniciar la seva obra de literatura infantil i juvenil, amb el llibre Més o menys ben avinguts, que tracta la convivència entre persones i animals. Posteriorment, publicà altres llibres infantils com El núvol lila (1995), Qui fa ballar la geganta (1997), En Saïd vol fer de cristià (1999), A mi no em veu ningú (2002), premi Apel·les Mestres de literatura infantil, conjuntament amb la il·lustradora Teresa Cáceres, i L'Albert i els coloms missatgers (2003). El 1998 va escriure La dona dels trens, una novel·la rosa d'amor i d'humor, escrita amb el pseudònim de Meryl Clint. El 1999 va escriure la novel·la Naufragis quotidians juntament amb Antoni Dalmau i Ribalta, que narra la història d'un matrimoni en crisi. El 2004 va escriure Els fills diferents es fan grans: el dia a dia amb una noia deficient, on tracta la convivència amb la seva filla, el cost econòmic, la sexualitat i el futur.

## Obres
Novel·les
- Vacances al Zurich. Barcelona: La Campana, 1993.
- La dona dels trens. Tarragona: El Mèdol, 1998.
- Naufragis quotidians, amb Antoni Dalmau. Barcelona: Columna, 1999.

Infantil i juvenil
- Més o menys ben avinguts. Barcelona: Cruïlla, 1993.
- El núvol lila. Barcelona: Cruïlla, 1995.
- Qui fa ballar la geganta. Barcelona: Cruïlla, 1997.
- En Saïd vol fer de cristià. Vilafranca del Penedès: Vilatana, 1999.
- A mi no em veu ningú. Barcelona: Destino, 2002.
- Aventures d'anar i tornar. Barcelona: Alfaguara-Grup Promotor, 2002.
- Un pacte és un pacte. Barcelona: Cruïlla, 2002.
- L'Albert i els coloms missatgers. Barcelona: Barcanova, 2003. Publicat en castellà per l'editorial Anaya, l'any 2008.
- El Roger i el seu falcó. Barcelona: Barcanova, 2012.

Diversos
- Els fills diferents. Barcelona: Barcanova, 1991.
- Els fills diferents es fan grans: el dia a dia amb una noia deficient. Barcelona: Columna, 2004.
- La pedra insòlita, amb Sandra Morera i Feliu Formosa. Barcelona: Editorial Meteora, 2009[4]